# Amandato (Ort)
Amandato ist ein Ort im osttimoresischen Suco Balibo Vila (Verwaltungsamt Balibo, Gemeinde Bobonaro). Auf einer UN-Karte von 2008 wird der Ort Minereng genannt.
Amandato liegt in einer Meereshöhe von 540 m. Der Ort befindet sich an der Westgrenze der gleichnamigen Aldeia, östlich von Balibo, dem Hauptort des Verwaltungsamtes. Die Straße von Balibo nach Maliana führt durch Amandato. Duanele, die größte Höhle in Balibo, befindet sich südöstlich von Amandato. Sie ist für Besucher zugänglich.